# Championnat de France de rugby à XV 1998-1999
Navigation
1997-1998 1999-2000
Le championnat de France de rugby à XV 1998-1999 est disputé par 24 équipes réparties en trois poules pendant une phase éliminatoire. Il est désormais organisé par la Ligue nationale de rugby créée le 13 juin 1998, chargée d'organiser et de promouvoir le rugby professionnel en France. Les seize meilleures équipes de la phase éliminatoire sont retenues pour disputer la phase qualificative pour les quarts de finale. Elles sont réparties en 4 groupes de 4 équipes, les deux premières équipes de chaque groupe sont qualifiées pour les quarts de finale. La suite de la compétition se fait par élimination directe en quarts de finale et en demi-finale.
Par rapport à la saison 1997-98, cinq clubs ont rejoint l'élite : FC Auch, Aurillac, RC Nîmes, CA Périgueux et le Racing Club de France. Le Montpellier RC ayant été rétrogradé, le nombre de clubs passe de 20 à 24.
Le Stade toulousain remporte le championnat de France de rugby à XV de première division 1998-1999 après avoir battu l'AS Montferrand en finale. Il gagne un 15e titre de champion de France, le 5e pendant les années 1990. L'ASM perd en finale pour la 6e fois, le titre lui échappe à nouveau. À l'issue de la saison 1998-99, l'AS Béziers et le RRC Nice sont relégués en division inférieure et seront remplacés par l'US Montauban et le Stade montois.
Les 4 demi-finaliste (Toulouse, Montferrand, Bourgoin et Grenoble) ainsi que Colomiers (mieux classé des quarts de finaliste battus) et le Stade français CASG vainqueur du Coupe de France Yves du Manoir se qualifient pour la coupe d’Europe.

## Phase éliminatoire
Les 24 équipes suivantes disputent la phase éliminatoire du championnat de D1 1998-99. Les équipes classées aux cinq premières places de chaque poule et le meilleur 6e sont qualifiés pour le Top 16 (4 poules de 4). Les 8 équipes non retenues disputent 2 poules de relégation.
| Pos | Équipe                  | Points |
| --- | ----------------------- | ------ |
| 1   | Stade français CASG (T) | 34     |
| 2   | Biarritz olympique      | 32     |
| 3   | RC Narbonne             | 32     |
| 4   | Castres olympique       | 32     |
| 5   | RC Toulon               | 30     |
| 6   | CS Bourgoin-Jallieu     | 29     |
| 7   | Stade aurillacois (P)   | 21     |
| 8   | RC Nîmes (P)            | 14     |

| Pos | Équipe             | Points |
| --- | ------------------ | ------ |
| 1   | USA Perpignan      | 34     |
| 2   | AS Montferrand     | 33     |
| 3   | SU Agen            | 32     |
| 4   | US Dax             | 29     |
| 5   | CA Bègles-Bordeaux | 29     |
| 6   | AS Béziers         | 28     |
| 7   | FC Auch (P)        | 22     |
| 8   | RRC Nice           | 17     |

| Pos | Équipe                    | Points |
| --- | ------------------------- | ------ |
| 1   | Stade toulousain          | 38     |
| 2   | CA Brive                  | 36     |
| 3   | Section paloise           | 33     |
| 4   | FC Grenoble               | 30     |
| 5   | US Colomiers              | 26     |
| 6   | CA Périgueux (P)          | 23     |
| 7   | Racing Club de France (P) | 20     |
| 8   | Stade rochelais           | 18     |

|  | Qualification pour la phase qualificative (no 1 à no 5)   |
|  | Qualification pour la phase qualificative (meilleur no 6) |
|  | Barrage de relégation pour la 2e division                 |
|  | T : tenant du titre 1998 • P : promu 1998                 |

## Phase qualificative
Les équipes qui disputent la qualification pour les quarts de finale sont réparties en quatre poules.
| Pos | Équipe              | Points |
| --- | ------------------- | ------ |
| 1   | Stade toulousain    | 15     |
| 2   | CS Bourgoin-Jallieu | 13     |
| 3   | Biarritz olympique  | 10     |
| 4   | SU Agen             | 10     |

| Pos | Équipe              | Points |
| --- | ------------------- | ------ |
| 1   | US Colomiers        | 16     |
| 2   | Stade français CASG | 12     |
| 3   | RC Narbonne         | 10     |
| 4   | Section paloise     | 10     |

| Pos | Équipe             | Points |
| --- | ------------------ | ------ |
| 1   | CA Bègles-Bordeaux | 14     |
| 2   | Castres olympique  | 14     |
| 3   | USA Perpignan      | 12     |
| 4   | US Dax             | 8      |

| Pos | Équipe         | Points |
| --- | -------------- | ------ |
| 1   | AS Montferrand | 14     |
| 2   | FC Grenoble    | 12     |
| 3   | RC Toulon      | 12     |
| 4   | CA Brive       | 10     |

Grenoble et Toulon ont été départagés pour la 2e place au nombre de cartons rouges décernés pendant la saison.

## Phase finale
|  | Quarts de finale    | Quarts de finale    |                  |    | Demi-finales | Demi-finales |  |  | Finale | Finale |
|  | Quarts de finale    | Quarts de finale    |                  |    | Demi-finales | Demi-finales |  |  | Finale | Finale |
|  |                     |                     |                  |    |              |              |  |  |        |        |
|  |                     |                     |                  |    |              |              |  |  |        |        |
|  |                     |                     |                  |    |              |              |  |  |        |        |
|  | Stade toulousain    | 51                  |                  |    |              |              |  |  |        |        |
|  | Stade toulousain    | 51                  |                  |    |              |              |  |  |        |        |
|  | Stade français CASG | 19                  |                  |    |              |              |  |  |        |        |
|  | Stade français CASG | 19                  | Stade toulousain | 26 |              |              |  |  |        |        |
|  |                     |                     | Stade toulousain | 26 |              |              |  |  |        |        |
|  |                     | CS Bourgoin-Jallieu | 17               |    |              |              |  |  |        |        |
|  | CA Bègles-Bordeaux  | CS Bourgoin-Jallieu | 17               | 8  |              |              |  |  |        |        |
|  | CA Bègles-Bordeaux  |                     |                  | 8  |              |              |  |  |        |        |
|  | CS Bourgoin-Jallieu | 14                  |                  |    |              |              |  |  |        |        |
|  | CS Bourgoin-Jallieu | 14                  | Stade toulousain | 15 |              |              |  |  |        |        |
|  |                     |                     | Stade toulousain | 15 |              |              |  |  |        |        |
|  |                     | AS Montferrand      | 11               |    |              |              |  |  |        |        |
|  | AS Montferrand      | AS Montferrand      | 11               | 36 |              |              |  |  |        |        |
|  | AS Montferrand      |                     |                  | 36 |              |              |  |  |        |        |
|  | Castres olympique   | 31                  |                  |    |              |              |  |  |        |        |
|  | Castres olympique   | 31                  | AS Montferrand   | 26 |              |              |  |  |        |        |
|  |                     |                     | AS Montferrand   | 26 |              |              |  |  |        |        |
|  |                     | FC Grenoble         | 17               |    |              |              |  |  |        |        |
|  | US Colomiers        | FC Grenoble         | 17               | 26 |              |              |  |  |        |        |
|  | US Colomiers        |                     |                  | 26 |              |              |  |  |        |        |
|  | FC Grenoble         | 28                  |                  |    |              |              |  |  |        |        |
|  | FC Grenoble         | 28                  |                  |    |              |              |  |  |        |        |

### Quarts de finale
| Date   | Équipe 1           | Équipe 2            | Résultat |
| ------ | ------------------ | ------------------- | -------- |
| 15 mai | CA Bègles-Bordeaux | CS Bourgoin-Jallieu | 8-14     |
| 15 mai | Stade toulousain   | Stade français CASG | 51-19    |
| 16 mai | AS Montferrand     | Castres olympique   | 36-31    |
| 16 mai | US Colomiers       | FC Grenoble         | 26-28    |

| Quart-de-finale Dimanche 16 mai 1999 | FC Grenoble | 28 - 26 (Mi-temps : 15 - 12) | US Colomiers | Stade des Sept-Deniers, Toulouse                               |                                                                |
|                                      | 3 essais de pénalité (28e), d'O. Beaudon (39e) et F. Corrihons (75e) 2 transformations de M. Beale (28e) et F. Corrihons (75e) 3 pénalités de M. Beale (16e et 56e) et F. Corrihons (67e) ---- 1 A. Tolofua - 2 J.-J. Taofifénua (Th. Algret, 68e) - 3 L. Gomez 4 L. Vaïtanaki - 5 P. Lubungu 6 J. Carré - 8 W. Taofifénua - 7 R. Boulé (S. Pochon, 68e) 9 O. Beaudon - 10 M. Beale 11 P. Cooke - 12 F. Vélo - 13 P. Villard - 14 H. Lugier 15 F. Corrihons |                              | 1 essai de M. Biboulet (50e) 7 pénalités de D. Skrela (3e, 7e, 21e, 36e, 47e, 62e et 70e) ---- 1 S. Delpuech - 2 M. Dal Maso - 3 S. Graou (R. Nones, 74e) 4 J.-Ph. Revallier (Moro, 40e) - 5 J.-M. Lorenzi 6 B. De Giusti (Ph. Pueyo, 65e) - 8 P. Tabacco (Ph. Magendie, 69e) - 7 S. Peysson 9 F. Galthié - 10 M. Carré (L. Labit, 40e) 11 D. Skrela - 12 J. Sieurac - 13 S. Roque - 14 M. Biboulet 15 J.-L. Sadourny | Spectateurs : Env0,120 00 Arbitrage : J.-C. Gastou (Languedoc) | Spectateurs : Env0,120 00 Arbitrage : J.-C. Gastou (Languedoc) |

Les équipes dont le nom est en caractères gras sont qualifiées pour les demi-finales.

### Demi-finales
| Date   | Équipe 1         | Équipe 2            | Résultat |
| ------ | ---------------- | ------------------- | -------- |
| 22 mai | AS Montferrand   | FC Grenoble         | 26-17    |
| 22 mai | Stade toulousain | CS Bourgoin-Jallieu | 26-17    |

| Demi-finale Samedi 22 mai 1999 | FC Grenoble | 17 - 26 (Mi-temps : 9 - 11) | AS Montferrand | Stade de Gerland, Lyon                                   |                                                          |
|                                | 1 essai d'H. Lugier (43e) 3 pénalités de M. Beale (5e, 18e et 58e) 1 drop d'O. Beaudon (9e) ---- 1 A. Tolofua - 2 J.-J. Taofifénua - 3 L. Gomez 4 L. Vaïtanaki - 5 P. Lubungu 6 J. Carré - 8 W. Taofifénua - 7 S. Pochon 9 O. Beaudon - 10 M. Beale 11 P. Cooke - 12 F. Vélo - 13 P. Villard - 14 H. Lugier (Y. Larguet, 74e) 15 F. Corrihons |                             | 3 essais de J. Marlu (22e et 80e) et J. Morante (54e) 1 transformation de G. Merceron (80e) 2 pénalités de G. Merceron (36e et 76e) 1 drop de G. Merceron (14e) ---- 1 E. Ménieu - 2 O. Azam - 3 F. Heyer 4 C. Sarraute - 5 D. Barrier (O. Merle, 60e) 6 A. Costes - 8 D. Courteix - 7 J.-M. Lhermet 9 S. Castaignède - 10 G. Merceron 11 D. Bory - 12 T. Marsh - 13 J. Morante (E. Nicol, 75e) - 14 J. Marlu 15 N. Nadau | Spectateurs : Env0,260 00 Arbitrage : D. Mené (Provence) | Spectateurs : Env0,260 00 Arbitrage : D. Mené (Provence) |

L'AS Montferrand et le Stade toulousain sont qualifiés pour la finale.

### Finale
(mt : 10 – 3)
Points marqués :
- Toulouse : 2 essais de Stensness et Desbrosse, 1 transformation et 1 pénalité de Marfaing
- Montferrand : 1 essai de Nadau, 2 pénalités de Merceron

Évolution du score :
Arbitre : Gérard Borreani
Résumé
| Stade toulousain Titulaires Stéphane Ougier 15 Xavier Garbajosa 14 Cédric Desbrosse 13 Émile Ntamack 12 Michel Marfaing 11 Lee Stensness 10 Jérôme Cazalbou 9 Sylvain Dispagne 8 Christian Labit 7 Didier Lacroix 6 Franck Belot 5 Fabien Pelous 4 Franck Tournaire 3 Yannick Bru 2 Christian Califano 1 Remplaçants Hugues Miorin 16 Jean-Louis Jordana 17 Pierre Bondouy 18 Matthieu Lièvremont 19 Christophe Deylaud 20 Jérôme Fillol 21 Patrick Soula 22 Entraîneur Guy Novès et Daniel Santamans |  | AS Montferrand Titulaires 15 Nicolas Nadau 14 Jimmy Marlu 13 Jérôme Morante 12 Tony Marsh 11 David Bory 10 Gérald Merceron 9 Stéphane Castaignède 8 David Courteix 7 Jean-Marc Lhermet 6 Arnaud Costes 5 Christophe Sarraute 4 David Barrier 3 Fabrice Heyer 2 Olivier Azam 1 Emmanuel Ménieu Remplaçants 16 Christophe Larrue 17 Éric Nicol 18 Olivier Toulouze 19 Jérôme Bonvoisin 20 Olivier Merle 21 Patrick Laurent-Varange 22 Christophe Duchêne Entraîneur Christophe Mombet, Victor Boffelli et Jean-Pierre Laparra |

## Poules de relégation (coupe André Moga)
Les deux derniers de chaque poule de la première phase s'affrontent dans deux poules de relégation. Les quatre meilleurs clubs jouent par la suite un tournoi de classement : la coupe André Moga .
| Rang | Club                  | J | V | N | D | Pm  | Pe  | Diff | Pts |
| ---- | --------------------- | - | - | - | - | --- | --- | ---- | --- |
| 1    | FC Auch               | 6 | 4 | 0 | 2 | 125 | 88  | +37  | 14  |
| 2    | Racing Club de France | 6 | 4 | 0 | 2 | 130 | 121 | +9   | 14  |
| 3    | RC Nîmes              | 6 | 2 | 0 | 4 | 96  | 148 | -52  | 10  |
| 4    | AS Béziers            | 6 | 2 | 0 | 4 | 133 | 127 | +6   | 10  |

Nîmes devance Béziers au goal-average comparatif.
| Rang | Club              | J | V | N | D | Pm  | Pe  | Diff | Pts |
| ---- | ----------------- | - | - | - | - | --- | --- | ---- | --- |
| 1    | Stade aurillacois | 6 | 5 | 0 | 1 | 182 | 124 | +58  | 16  |
| 2    | CA Périgueux      | 6 | 4 | 0 | 2 | 180 | 119 | +61  | 14  |
| 3    | Stade rochelais   | 6 | 3 | 0 | 3 | 175 | 118 | +57  | 12  |
| 4    | RRC Nice          | 6 | 0 | 0 | 6 | 88  | 264 | -176 | 6   |

|  | Relégués en Élite 2 pour la saison 1999-2000 (#4). |
|  | V : Victoires • N : Matches Nuls • D : Défaites • PP : Points Pour (marqués) • PC : Points Contre (encaissés) • Diff : Différence de points Nîmes et Béziers sont départagés par leur différence de points particulière (Nîmes-Béziers 15-5 ; 36-37) |

|  | Demi-finales      | Demi-finales |                   |    | Finale      | Finale      |
|  | Demi-finales      | Demi-finales |                   |    | Finale      | Finale      |
|  |                   |              |                   |    |             |             |
|  | 15 mai 1999       | 15 mai 1999  |                   |    | 29 mai 1999 | 29 mai 1999 |
|  | 15 mai 1999       | 15 mai 1999  |                   |    | 29 mai 1999 | 29 mai 1999 |
|  | Stade aurillacois | 37           |                   |    | 29 mai 1999 | 29 mai 1999 |
|  | Stade aurillacois | 37           |                   |    | 29 mai 1999 | 29 mai 1999 |
|  | FC Auch           | 20           |                   |    | 29 mai 1999 | 29 mai 1999 |
|  | FC Auch           | 20           | Stade aurillacois | 36 |             |             |
|  | 15 mai 1999       |              | Stade aurillacois | 36 |             |             |
|  |                   | Racing 92    | 21                |    |             |             |
|  | Racing 92         | Racing 92    | 21                | 23 |             |             |
|  | Racing 92         |              |                   | 23 |             |             |
|  | CA Périgueux      | 19           |                   |    |             |             |
|  | CA Périgueux      | 19           |                   |    |             |             |